# أمين فهيم
أمین فهیم (بالإنجليزية: Ameen Faheem)‏ (04 أغسطس 1939 في السند - 21 نوفمبر 2015)، هو سياسي يساري وشاعر باكستاني. كان قد شَغَل منصِب نائب رئيس حزب الشعب الباكستاني، ورئيس البرلمانيين لحزب الشعب الباكستاني، والرئيس السابق للتحالف من أجل استعادة الديمقراطية.